# Madman Fulton
Jacob Southwick (né le 2 avril 1990 à Toledo) est un catcheur (lutteur professionnel) américain.
Il est connu pour son travail à la World Wrestling Entertainment sous le nom de Sawyer Fulton de 2012 à 2017.

## Biographie

### Jeunesse
Jacob Southwick fait partie des équipes d'athlétisme, de football américain et de lutte de l'Otsego High School à Tontogany. Il fait du lancer de poids et de disque en athlétisme et est offensive lineman dans l'équipe de football. Il participe au championnat de l'état de l'Ohio d'athlétisme et est All Conference en football américain. En tant que lutteur, il a un bilan de 43 victoires pour deux défaites durant sa dernière année de lycée.
Après le lycée, il rejoint l'université Ashland (en) où il fait partie de l'équipe de lutte. Il se classe 4e du championnat NCAA Division II en 2011 et a un bilan de 51 victoires pour 22 défaites à l'université,.

### World Wrestling Entertainment (2012-2017)
Le 19 septembre 2012, la World Wrestling Entertainment (WWE) annonce la signature de Jacob Southwick. Le 30 octobre, la WWE annonce qu'il va utiliser le nom de ring de Sawyer Fulton.
Il apparaît pour la première fois à NXT le 29 mai 2013 où il fait équipe avec Travis Tyler et ils perdent face à la Wyatt Family (Luke Harper et Erick Rowan).
Début septembre 2015, la WWE annonce les équipes participants au tournoi Dusty Rhodes Tag Team Classic (en) et Fulton va être associé à Angelo Dawkins. Ils se font éliminer dès le premier tour par Colin Cassady et Enzo Amore le 28 août dans un spectacle non télévisée.
En septembre 2016, il est révélé comme membre d'un clan mené par Eric Young accompagné de Nikki Cross et Alexander Wolfe nommé SAnitY,. Ils effectuent leurs débuts lors du NXT du 12 octobre lors duquel lui et Wolfe battent Bobby Roode et Tye Dillinger dans le premier tour du Dusty Rhodes Tag Team Classic. Le 2 novembre, dans les huitièmes de finale, ils battent Kōta Ibushi et TJ Perkins.

### Major League Wrestling (2018)
Lors de War Games, lui Abyss, Jimmy Havoc, Sami Callihan et Leon Scott perdent contre Barrington Hughes, John Hennigan, Kotto Brazil, Shane Strickland et Tommy Dreamer dans un War Games Match.

### Impact Wrestling (2019-2022)

#### oVe (2019-2020)
Le 22 mars 2019, il fait ses débuts en rejoignant oVe. Lors de l’Impact Wrestling du 10 mai, lui, Dave Crist, Jake Crist et Sami Callihan battent Fallah Bahh, Rich Swann, Tommy Dreamer et Willie Mack dans un No Disqualification Eight Man Tag Team Match,. 
Le 12 janvier 2020 à Hard to Kill, il perd par soumission contre Ken Shamrock. 
Le 11 février à Impact, il bat Daga[réf. souhaitée].

#### Alliance avec Ace Austin (2020-2022)
Lors de l’Impact Wrestling du 16 juin, il s'allie à Ace Austin en aidant ce dernier à battre Eddie Edwards dans un Street Fight Match,. Lors de l’Impact Wrestling du 23 juin, managé par Ace Austin, il bat Eddie Edwards.
Le 18 juillet lors de Slammiversary, Fulton et Ace Austin attaquent Eddie Edwards mais ils sont repoussés par les Good Brothers. Le 16 août lors de Emergence, ils perdent contre les Good Brothers. 
Le 13 octobre à Impact, Fulton perd contre Doc Gallows lors d'un match sans disqualification. 
Le 24 octobre lors de Bound for Glory, ils perdent lors d'un Four-Way Tag Team Match impliquant The Motor City Machine Guns, The Good Brothers et The North au profit de cette dernière équipe et ne remportent pas les titres par équipe de Impact.

### AAW Wrestling (2020-...)

#### AAW Tag Team Champion (2020-...)
Le 1er octobre lors de AAW Alive, Fulton & Ace Austin remportent les AAW Tag Team Championships en battant Davey Vega et Mat Fitchett. Le 29 octobre lors de Alive #2, ils conservent leurs titres en battant Angel Dorado & Gringo Loco.

## Palmarès
- All American Wrestling
  - 1 fois AAW Tag Team Championavec Ace Austin[25]

- American States Wrestling Alliance
  - 2 fois ASWA Heavyweight Champion

- Atomic Wrestling Entertainment/Atomic Revolutionary Wrestling'
  - 1 fois AWE/ARW Tag Team Champion avec Vertigo Rivera

- Mid-Ohio Wrestling
  - 1 fois Mid-Ohio Tag Team Champion avec Cyrus Poe

- New Blood Wrestling Federation
  - 1 fois NBWF Tag Team Champion avec Fred Drosser

## Récompenses des magazines
- Pro Wrestling Illustrated

| Année | 2017 | 2018       | 2019 | 2020 | 2021 | 2022 à 2023 | 2024 |
| ----- | ---- | ---------- | ---- | ---- | ---- | ----------- | ---- |
| Rang  | 444  | Non classé | 173  | 271  | 451  | Non classé  | 414  |